# Moleskine
Moleskine es una marca italiana (Milán) que engloba libretas de notas, bolsos, agendas, instrumentos y accesorios de escritura y lectura.

## Moleskine
Es una marca de libretas, de cuadernos de notas con cubiertas de un tipo de tela llamada Moleskine, posee además una banda elástica para sostener el cuaderno cerrado y un lomo que permite que el mismo sea abierto completamente. Los Moleskines más difundidos son lo que llevan por marca de fantasía, precisamente, Moleskine, y en un principio eran fabricados por Modo & Modo, una empresa italiana; que además registró la marca "Moleskine"., pero en 2006 la empresa fue vendida al fondo de inversión Société Générale Capital, su nombre cambió a  “Moleskine Srl” y ahora la producción se realiza en China para atender a la masiva demanda.

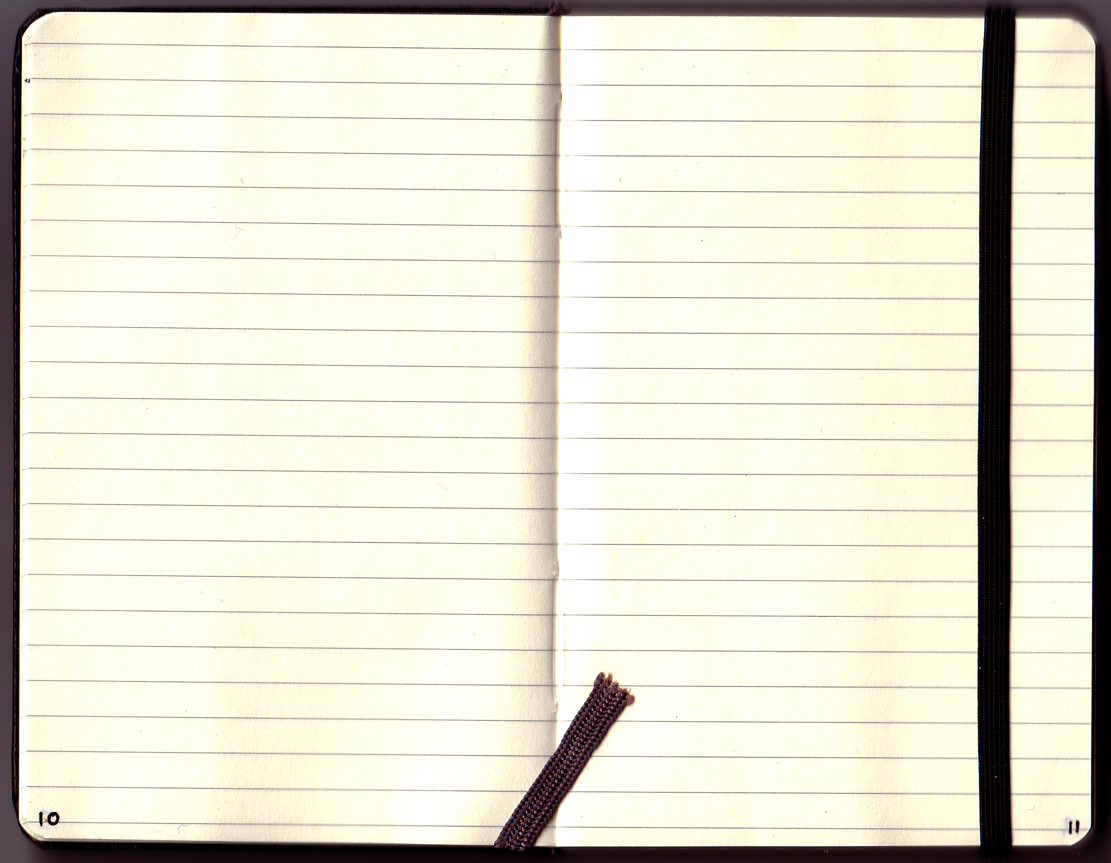
Vista interior de cuaderno de notas Moleskine, se puede ver la banda elástica a la derecha y el marcador de páginas en el centro.

El impulsor más famoso del Moleskine fue Bruce Chatwin, que utilizó este tipo de cuaderno en todos sus viajes, y escribió sobre ellos en su libro "Los trazos de la canción". La fuente original de Chatwin de cuadernos desapareció en 1986, cuando el dueño de la distribución en París donde él los compraba falleció llevándose el secreto a la tumba. El Moleskine moderno se forma gracias a las descripciones de Chatwin acerca de los cuadernos que él utilizó. De hecho Chatwin fue quién lo llamó "Moleskine" 
A pesar de que desde Modo & Modo (ahora Moleskine Srl) se proclama que Picasso, Matisse, y Hemingway utilizaban estos cuadernos, no queda claro que se trate de los mismos que describió Chatwin (lo seguro es que no eran los fabricados por Modo & Modo, ya que esta fábrica se fundó muchos años después de la muerte de estos famosos artistas). Lo único que está constatado, por supuesto, es que ellos utilizaban algún tipo de cuaderno de notas de bolsillo. Escritores conocidos que se sabe utilizan los Moleskine son Luis Sepúlveda y Neil Gaiman, quien ha escrito en su blog acerca de su preferencia por los mismos.
Moleskine SRL explota la imagen de viajero romántico con éxito generando el culto hacia estos artículos a pesar de ser más caro que un cuaderno de notas común.

## La historia de los cuadernos Moleskine
En la década de 1980, Bruce Chatwin llamaba a este cuaderno “Moleskine”. En su libro ‘’Los trazos de la canción’’ narra la historia del cuaderno. Una papelería familiar de Tours, en la “Rue de l’Acienne Comédie” cerró el negocio del que se nutría Chatwin de este tipo de libretas. El cartel que se pudo ver en el cierre fue el siguiente ‘’Le vrai moleskine n’est plus’’.
En 1997, una pequeña editorial milanesa eligió ese nombre para devolver a la vida a los famosos cuadernos Moleskine.

## Exposiciones relacionadas con Moleskine
- Original Moleskine Exhibition 2000
- proj:Hong Kong and Taiwan 2005